# (4736) Johnwood
(4736) Johnwood es un asteroide perteneciente al cinturón interior de asteroides descubierto por Carolyn Jean S. Shoemaker desde el observatorio del Monte Palomar, Estados Unidos, el 13 de enero de 1983.

## Designación y nombre
Johnwood se designó al principio como 1983 AF2.
Más adelante, en 1991, fue nombrado en honor del geólogo estadounidense John A. Wood.

## Características orbitales
Johnwood orbita a una distancia media de 1,958 ua del Sol, pudiendo alejarse hasta 2,23 ua y acercarse hasta 1,685 ua. Tiene una inclinación orbital de 21,97 grados y una excentricidad de 0,1393. Emplea en completar una órbita alrededor del Sol 1001 días.
Johnwood forma parte del grupo asteroidal de Hungaria.

## Características físicas
La magnitud absoluta de Johnwood es 13,4 y el periodo de rotación de 6,21 horas.